# La vergine e lo zingaro
La vergine e lo zingaro è un racconto dello scrittore inglese David Herbert Lawrence, scritto nel 1926 ma pubblicato postumo nel 1930.

## Trama
La storia narra le vicende di due sorelle, figlie di un vicario di religione anglicana le quali, dopo esser tornate dall'estero, si trovano costrette ad abitare in una squallida canonica nell'East Midlands, subito dopo la prima guerra mondiale.
La loro madre è scappata dal tetto coniugale, ma questo è uno scandalo a cui non si accenna mai, neppur vagamente, in famiglia; la casa è dominata con pugno di ferro dalla nonna cieca ed egoista. Le giornate per le due ragazze, Yvette e Lucille, si susseguono banali e vuote, rischiando ad ogni momento di rimanere soffocate dal nulla che le circonda.
Provano giorno dopo giorno tutto il possibile per portare un po' di colore e divertimento alle loro esistenze, ma nulla pare saper alleviare il senso di noia e prigionia che provano. Durante un'escursione con alcuni conoscenti una domenica pomeriggio ad Yvette capita d'incontrare uno zingaro dal fisico robusto assieme alla famiglia e quest'incontro fortuito non fa che rafforzare in lei il disincanto nei confronti della propria quotidianità e vita domestica.
Si risveglia nel contempo in lei anche una certa curiosità sessuale che non aveva mai sentito prima, pur avendo già avuto degli ammiratori. Fa anche amicizia con una donna ebrea sposata che ha lasciato il marito per vivere con l'amante; ma quando suo padre scopre questa sua amicizia, le intima di interrompere immediatamente la frequentazione. Yvette si rende ben presto conto che suo padre ha un cuore troppo superficiale, scialbo e del tutto privo di spontaneità, se confrontato a tutto il calore e la passione che sente sgorgare dentro di sé.
Alla fine Yvette viene salvata da una tempesta improvvisa che travolge la vecchia casa facendo annegare la nonna. Il soccorritore che dona finalmente un nuovo senso alla vita fino ad allora verginale di Yvette è proprio lo zingaro che aveva incontrato precedentemente, quello "spirito libero" il cui nome gli viene svelato soltanto nell'ultima riga del racconto.

## Adattamenti
- La vergine e lo zingaro - pellicola cinematografica britannica diretta da Christopher Miles e con la sceneggiatura di Alan Plater.